# Solenopharyngidae
Solenopharyngidae är en familj av plattmaskar. Solenopharyngidae ingår i ordningen Dalytyphloplanida, klassen Rhabdocoela, fylumet plattmaskar och riket djur.